# Japonsko na Zimních olympijských hrách 2006
Japonsko na Zimních olympijských hrách 2006 reprezentovalo 110 sportovců (58 mužů a 52 žen) v 14 sportech.

## Medailisté
| Medaile | Jméno            | Sport         | Disciplína       |
| ------- | ---------------- | ------------- | ---------------- |
| Zlato   | Šizuka Arakawová | Krasobruslení | Ženy jednotlivci |